# Lawang Agung (Ulu Rawas)
Lawang Agung is een bestuurslaag in het regentschap Musi Rawas van de provincie Zuid-Sumatra, Indonesië. Lawang Agung telt 5109 inwoners (volkstelling 2010).